# 音楽レコードの還流防止措置
音楽レコードの還流防止措置（おんがくレコードのかんりゅうぼうしそち）とは、日本の著作権法に基づく権利者保護制度の一つであり、日本の著作権法の下での著作権者または著作隣接権者が、日本国内外で同一の商業用レコードを発行している場合において、日本国外で発行された商業用レコードを日本国内に頒布目的で輸入する行為などを、一定の要件下で著作権または著作隣接権の侵害とみなし、禁止しようとする制度をいう。
本制度は、著作権法113条5項に規定され、2005年（平成17年）1月1日に施行された。
その立法経緯に由来し、「レコード輸入権」「レコード輸入権制度」の俗称でよばれることも多い。

## 制度導入の背景
日本の音楽業界は、飛躍的に経済発展を遂げる中華人民共和国や東アジア・東南アジア諸国に、日本の文化を普及させるため、2000年（平成12年）頃からアジア進出を重要な経営戦略としてきたことに加え、大韓民国で日本文化規制が緩和されたことから、日本からの邦楽CDの輸出量が大きく増加した。日本円に比べアジアの通貨が未だ弱く、加えて日本の文化を好む若年層の所得がそれほど高くないこと等を考慮し、日本の音楽業界は「日本文化の普及と定着」を戦略の重点として、安価でCDやVHS、DVDを輸出し、輸出先で販売するようになった。
しかし、この様な行為は同じ日本の商品であっても日本国外では安価に販売され、日本国内では（日本国外より）高値で販売されるという、二重価格が成立する事となった。
同じ商品なのに（日本国外より）高値で売りつけられ、一方的に日本の消費者は再販売価格維持で損をするという、この矛盾に着目した一部の業者は、アジアで大量に現地で正規ライセンスを得た邦楽CDやミュージックテープを買い付けて、それを日本に逆輸入することにより、内外価格差で差益を得る商売を開始した。逆輸入CDは、レコード会社に配慮した大手のレコード店では販売されなかったが、ディスカウントストアや高速道路のパーキングエリアなどで販売された。
レコード会社間では、安価な輸入邦楽CDを日本国内から締め出したいという考えが広まり、日本レコード協会を中心に、音楽CDを日本国内に輸入することを禁止する権利（いわゆる「レコード輸入権」）の創設を求める活動を行った。

## 法律の内容
レコード会社が日本国外で発売する商業用レコードに「日本販売禁止」「日本国内頒布禁止」などの表示を行い、国税庁に対して輸入禁止を申し立てるタイトルを申告することで、当該タイトルの商業用レコードを日本国内へ輸入する行為が現地での発売日より一定期間禁止される（この「一定期間」は、政令により「4年間」と定められている）。申告されたタイトルのリストは、日本レコード協会のサイト上で公開されている。
但し、法律上にそうした要件が明記されている訳ではなく、今後環太平洋戦略的経済連携協定（TPP）により、欧米の大手レコード会社による訴訟が日本国政府に提起された場合（投資家対国家の紛争解決、ISD条項）には、条件が廃止される危険性が指摘されている。
2004年（平成16年）12月に決定した『税関手続ガイドライン』では、国会審議での指摘を踏まえて「申告対象は原則、日本国内で最初に発行されたタイトルに限る」ことになった。

## 法案を巡る経緯
日本国政府は、貿易国としての立場もあり、1996年（平成8年）にジュネーヴで開催された世界知的所有権機関（WIPO）の新著作権条約起草会議でも、アメリカ合衆国連邦政府が提案した、輸入権に他の大多数の参加国と共に反対するなど、知的財産権を用いた輸入禁止には否定的立場を取って来た。
ところが、経済産業省がレコード会社のアジア進出を促す為の見返りとして「商業用レコードに限定する」という条件付きで輸入権賛成に転じたことから、一気に「輸入権創設」ムードが高まることになった。

### 文化審議会での議論と問題点
2003年（平成15年）4月に、内閣総理大臣を本部長とする知的財産戦略本部が発足し、7月に知的財産推進計画が閣議決定された際に「レコード輸入権の創設」が明記されたことから、文部科学大臣の諮問機関である、文化庁文化審議会著作権分科会法制問題小委員会で、著作権法改正が議論された。この議論では新規に著作者の権利としての「輸入権」を創設するのではなく「みなし侵害」規定とする案が文化庁より提示され、これに伴いそれまで「輸入権」と呼ばれていたものは「日本販売禁止レコードの還流防止措置」と呼ばれるようになる。
この小委員会は、各業界の代表者が4分の3を占める「始めに権利強化ありき」との批判を免れない委員構成であったうえ、別の小委員会に所属していた消費者団体選出委員が、議論への参加を要求しても文化庁はこれを頑なに拒絶。最終的にオブザーバ参加は認められたが、議論が紛糾した末の多数決による意志決定には加わらせないなど、初めに結論ありきの一方的な議事進行に対しては、内外から疑義が呈された。
小委員会での議論が紛糾したことを受けて、分科会では急遽、還流防止措置の是非と出版物への貸与権適用除外廃止の是非、著作権の保護期間延長の是非の3点をテーマに、2週間にわたるパブリックコメントを実施したが、2004年1月に発表された結果は「賛成676・反対293・その他16」という数値だけで、寄せられた意見の内容は一般には一切公表されなかった。当然ながら、レコード会社を中心とする組織票が大量に動員されたことが、この結果に結び付いている。
この頃、EMIなどの国際的メジャーレーベルが、米国市場では規格に準拠したCD-DAで曲を発売しているのに対して、日本向けの国内盤を規格外のコピーコントロールCDで発売するケースが相次ぎ、特に2004年11月に東芝EMIから発売されたビートルズの『Let It Be...Naked』がそうであったことから、音質の悪さや再生機器破損のリスクを理由に、コピーコントロールCDを敬遠する多くのファンが北米盤または英国盤を買い求めた。そのため、海外のレコード会社が日本市場にコピーコントロールCDを押し付けるために、輸入権を行使するのではないかという懸念が一部で表明されていたが、レコード協会は「5大メジャー（当時）の担当者から『今まで通りで輸入を禁止するつもりは無い』と聞いている」と釈明した。但し、各レコード会社の誰がそう発言したのか、或いは文書で確認されたものなのかといった根拠は一切不明であった。
なお、ベルヌ条約を始めとする著作権関係の条約や世界貿易機関（WTO）のTRIPS協定では「内国民待遇」が定められており、自国民に与える待遇よりも不利でない待遇を、他国民に与えなければならない事になっている。
この他、還流防止措置が競合商品の排除による価格安定策であるのに対して「日本では既に商業用レコードが再販価格維持制度の対象となっており、二重保護になってしまう」という批判も出たが、文化庁は「還流防止措置と再販制度は無関係」と一蹴した。
文化庁は日本レコード協会と共同で、国会議員に対して、この法案がアジア市場の海賊盤対策であるかのように説明し、全政党の賛同が得られる見通しが立ったことから、この法案は2004年3月に閣議決定され、第159回国会に改正案が提出された。

### 国会審議と音楽ファンらによる反対運動
ところが、消費者団体による法案反対のロビー活動を受けて、法案の内容に疑問を抱いた川内博史・佐藤謙一郎の両衆議院議員（共に民主党）が政府に当該項目の質問主意書を提出し、その答弁が文化庁の「アジア市場で発売される邦楽が対象で洋楽は対象外」という説明に反し「洋楽に対しても権利行使は可能」とする内容であったために、それまで無関心であった多くの音楽ファンも危機意識を抱き、法案反対の声が一気に高まった。
4月初頭には2ちゃんねる・大規模OFF板のスレッド参加者がポータルサイト「海外盤CD輸入禁止に反対する」を立ち上げ、ここを拠点に啓発用チラシやバナーを通じて法案の問題点が広く呼びかけられた。また、このポータルサイトでは署名活動も行われ5月末の時点で最終的に5万9,050名分の署名が集まり、衆議院に提出された。こうした音楽ファンの反対活動は音楽業界関係者をも動かし、5月4日には新宿・ロフトプラスワンで音楽評論家の高橋健太郎やピーター・バラカンらの呼びかけにより「選択肢を保護しよう!! 著作権法改正でCDの輸入が規制される? 実態を知るためのシンポジウム」が開催される。このシンポジウムは突発企画であったにもかかわらず大入り満員で、その様子はインターネットを通じて中継・配信された。
さらに、このシンポジウムが契機となって5月13日には坂本龍一やゴスペラーズなどの著名なアーティストを含む700名以上の音楽評論家・作詞家・作曲家・アーティストらによる共同声明「私たち音楽関係者は、著作権法改定による輸入CD規制に反対します」が発表された。この声明では音楽評論家の高橋健太郎、北中正和、小野島大、藤川毅、ピーター・バラカンらが中心的な役割を果たした。
国会では、参議院でこれといった議論も無く全会一致で法案が可決されたのに対し、衆議院では質問主意書を提出した佐藤謙一郎が会長・川内博史が事務局長となって設立された民主党ホームエンタテイメント議員連盟のメンバーを中心に、著作権分科会での議論や法案の問題点が指摘され、河村建夫文部科学大臣らが答弁に窮する場面がたびたび見受けられた。また参考人として、音楽評論家の高橋健太郎や依田巽らが招致された。
結局、民主党提出の見直し規定を盛り込んだ修正案は否決され、法案は原案通り可決されたが、成立に至るまでの過程と問題の多い法案の採決強行に奔走した音楽業界並びに文化庁の姿勢は、6月8日付日本経済新聞・6月18日付東京新聞（6月21日付中日新聞・北陸中日新聞も同文）及び6月19日付朝日新聞の各社説で手厳しく批判され、今後の著作権法改正に課題を残すこととなった。

### 法案成立後の動き
6月8日、HMVジャパンとタワーレコードは『「著作権法の一部を改正する法律案」に関する共同声明』を発表し「今後も洋楽輸入盤を守るために活動していく」と表明した。また、この問題を通じて主にブログ活用者の間で、著作権法の改正論議に対するウォッチング的活動が開始され、皮肉にもこの問題が、知的財産推進計画にも謳われている「国民の知的財産意識向上」に繋がった。
現行法では、東南アジアなどからより安い洋楽輸入盤を輸入して販売することも合法である。
改正著作権法は2005年1月1日から施行された。